# VF-51
VF-51 (Fighter Squadron 51) è stata un'unità di aviazione della Marina degli Stati Uniti conosciuta come "Screaming Eagles". Originariamente costituita come VF-1 il 1º febbraio 1943, rinominata come VF-5 il 15 luglio 1943, e poi come VF-5A il 15 novembre 1946, fu rinominata nuovamente come VF-51 il 16 agosto 1948; è stata disimpegnata nel marzo 1995.

## Storia
Fino alla sua eliminazione, il VF-51 era il più antico squadrone di caccia in servizio continuo con la flotta del Pacifico. Le radici di VF-51 risalgono al 1927, quando le insegne di Screaming Eagles potevano essere viste con le VF-3S Striking Eagles che volavano sul Curtis F6C-4.
Nell'ottobre 1947, gli Screaming Eagles divennero il primo squadrone della Marina ad entrare nell'era dei jet con la consegna del North American FJ-1 Fury; lo squadrone utilizzò questo caccia per condurre la prima portaerei all-jet operativa dell'USN che atterrò in mare il 10 marzo 1948 a bordo della USS Boxer. Dopo il passaggio al Grumman F9F-2 Panther, il VF-51 è diventato il primo squadrone a portare i jet in combattimento e segnare i primi abbattimenti nella guerra di Corea. Il futuro astronauta e primo uomo a camminare sulla Luna, Neil Armstrong, fu anche un aviatore del VF-51 durante questo periodo.

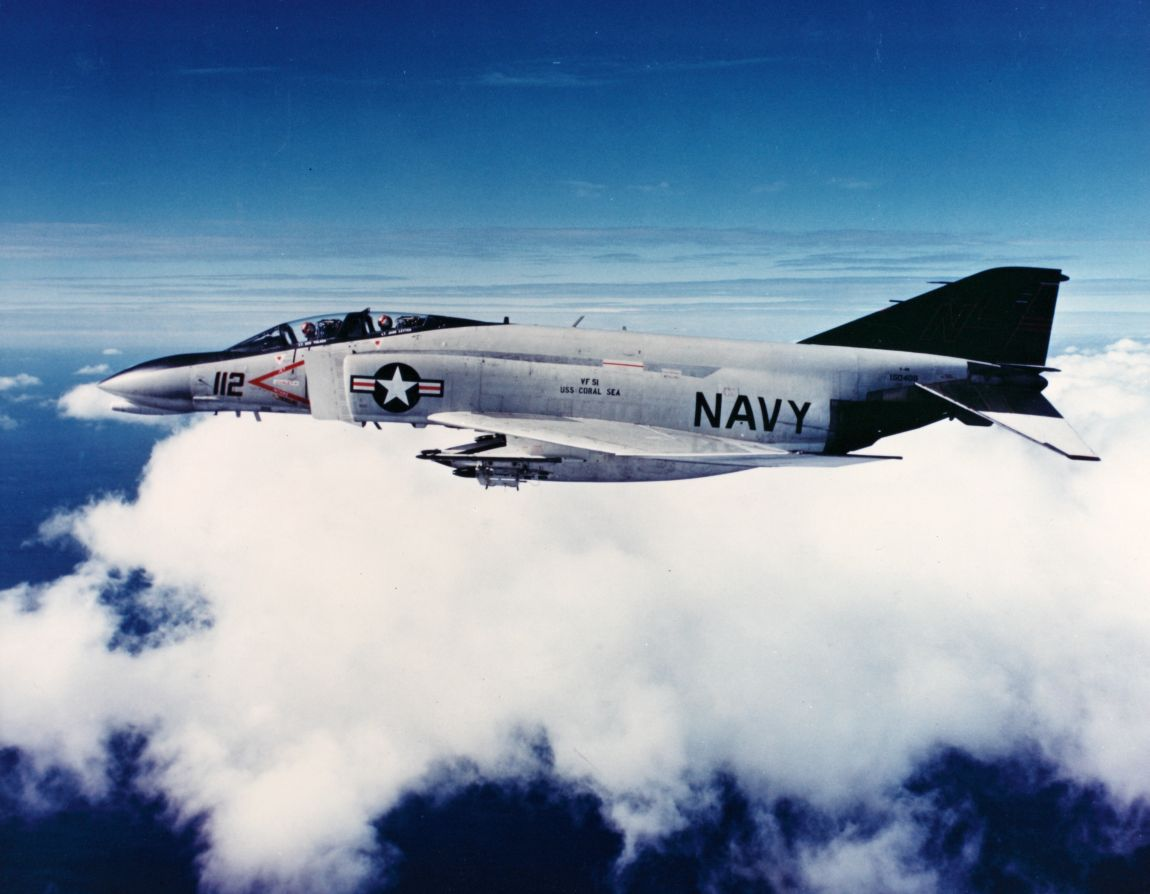
F-4B Phantom II dell'unità VF-51 in volo nel 1973

Durante la guerra del Vietnam, il VF-51 è stato il primo squadrone a valutare la capacità aria-terra dell'F-8 Crusader, e per questo motivo, il VF-51 è stato scelto per effettuare missioni di interdizione segrete in Laos nel giugno 1964. Lo squadrone abbatté due MiG-21 del Vietnam del Nord nel 1968. Nel 1971 il VF-51 passò all'F-4 Phantom e abbatté quattro MiG-17. Durante le fasi finali della guerra VF-51 volò dalla USS Coral Sea.
Nel 1976, VF-51 e il resto del Carrier Air Wing 15 furono schierati in una crociera mediterranea in tempo di pace sulla USS Franklin D. Roosevelt, tornando nell'aprile 1977. Lo scopo di questa crociera su un vettore di prossima demolizione era di prendere il primo squadrone del Corpo dei Marines degli Stati Uniti AV-8A Harriers in mare.
Dopo questa crociera nel Mediterraneo e il ritorno al NAS Miramar, VF-51 ha dismesso gradualmente i suoi F-4 Phantom II. Il 16 giugno 1978, VF-51 è passato alla versione Block 100 dell'F-14A Tomcat e la loro prima crociera con l'F-14 è stata nel maggio 1979 con Carrier Air Wing 15 a bordo della USS Kitty Hawk. Come parte del CVW-15, VF-51 è rimasto in coppia con il suo squadrone gemello, VF-111, che volava anche sull'F-14. Questa crociera, originariamente prevista da terminare entro l'inizio di dicembre 1979, è stata prorogata dalla direzione presidenziale durante l'ultimo scalo del Kitty Hawk Battle Group nelle Filippine alla fine di novembre 1979 a seguito del sequestro dell'ambasciata americana in Iran lo stesso mese e la successiva crisi iraniana degli ostaggi. Entrambi gli squadroni hanno partecipato agli sforzi preparatori per salvare ostaggi americani in Iran, intercettando frequentemente aerei sia iraniani che sovietici nella regione, ma lasciando l'Oceano Indiano nel febbraio 1980 e affidando le responsabilità all'USS Nimitz Battle Group e al suo Carrier Air Wing 8 imbarcato con VF-41 e VF-84 prima dell'esecuzione dell'Operazione Eagle Claw. Per questo schieramento 1979-1980, VF-51 è stato premiato con il Battle E come miglior squadrone di caccia della flotta del Pacifico. Dopo un'altra crociera con la USS Kitty Hawk, l'ala aerea si trasferì sulla costa orientale per un breve periodo di tempo, volando dalla USS Carl Vinson di recente introduzione da marzo a ottobre 1983 mentre la nave transitava verso il suo nuovo porto di NAS Alameda, California e assegnazione alla flotta del Pacifico. 

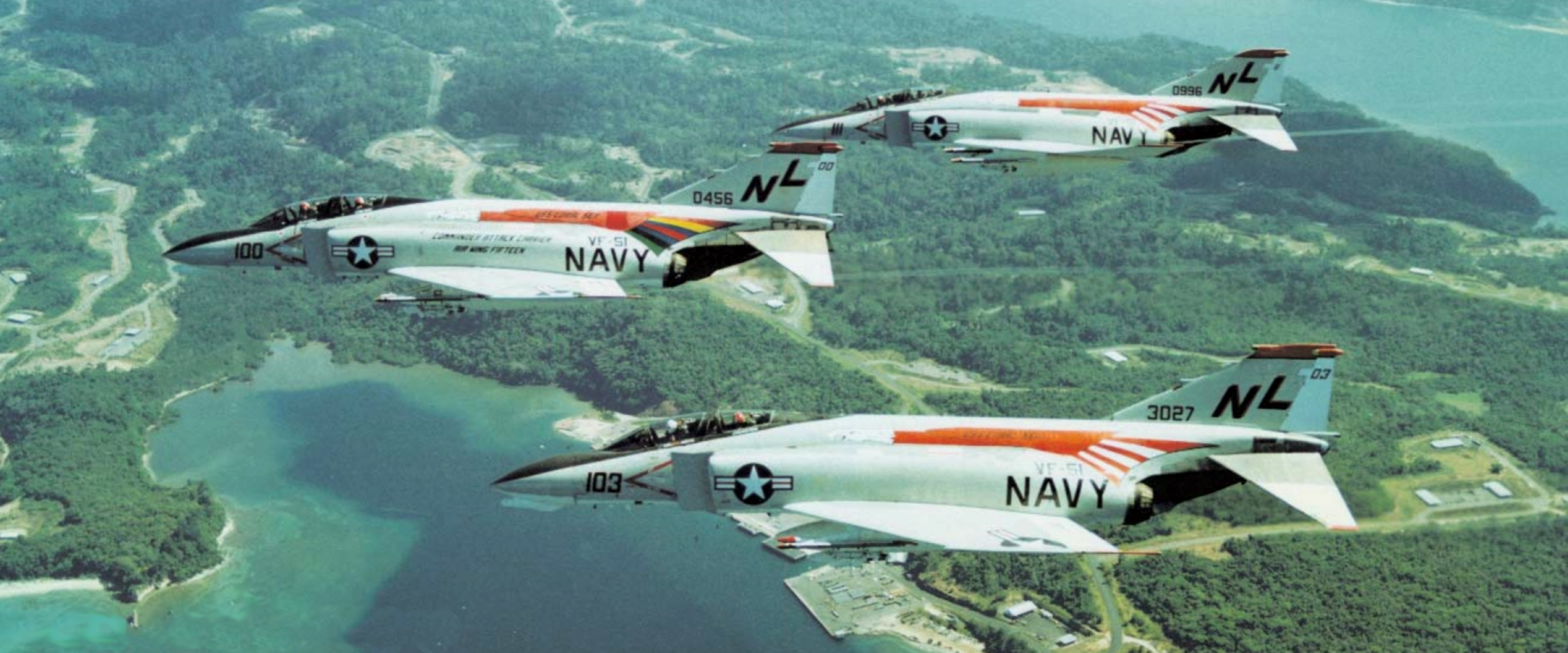
Un F-4B nello schema di verniciatura Screaming Eagle del 1972 (noto anche come Supersonic Can Opener)

VF-51 è accreditato come il primo squadrone di F-14 ad intercettare bombardieri sovietici Tu-26 Backfire, MiG-23 Flogger armati e Sukhoi Su-15 usando TCS (Television Camera Sight) del Tomcat. Il TCS ha permesso all'equipaggio di identificare passivamente un obiettivo per determinare se era ostile o meno.
Durante la crociera del 1986-1987 con la USS Carl Vinson, il VF-51 ha condotto operazioni nel mare di Bering durante l'inverno. Nel febbraio 1990, la USS Carl Vinson condusse operazioni nel Pacifico occidentale e nell'Oceano Indiano. VF-51 e VF-111 hanno preso parte a diverse esercitazioni con le forze aeree regionali, tra cui Singapore, Malesia e Thailandia. L'ala aerea è tornata a casa il 29 luglio dello stesso anno.
I piani originali della Marina vedevano il VF-51 e il VF-111 diventare i primi squadroni dispiegabili a passare all'F-14D Super Tomcat, tuttavia questi piani furono annullati nel dicembre 1991 e il VF-51 trascorse il suo tempo per la sua disattivazione nel marzo 1995 volando lo stesso con gli F-14. 

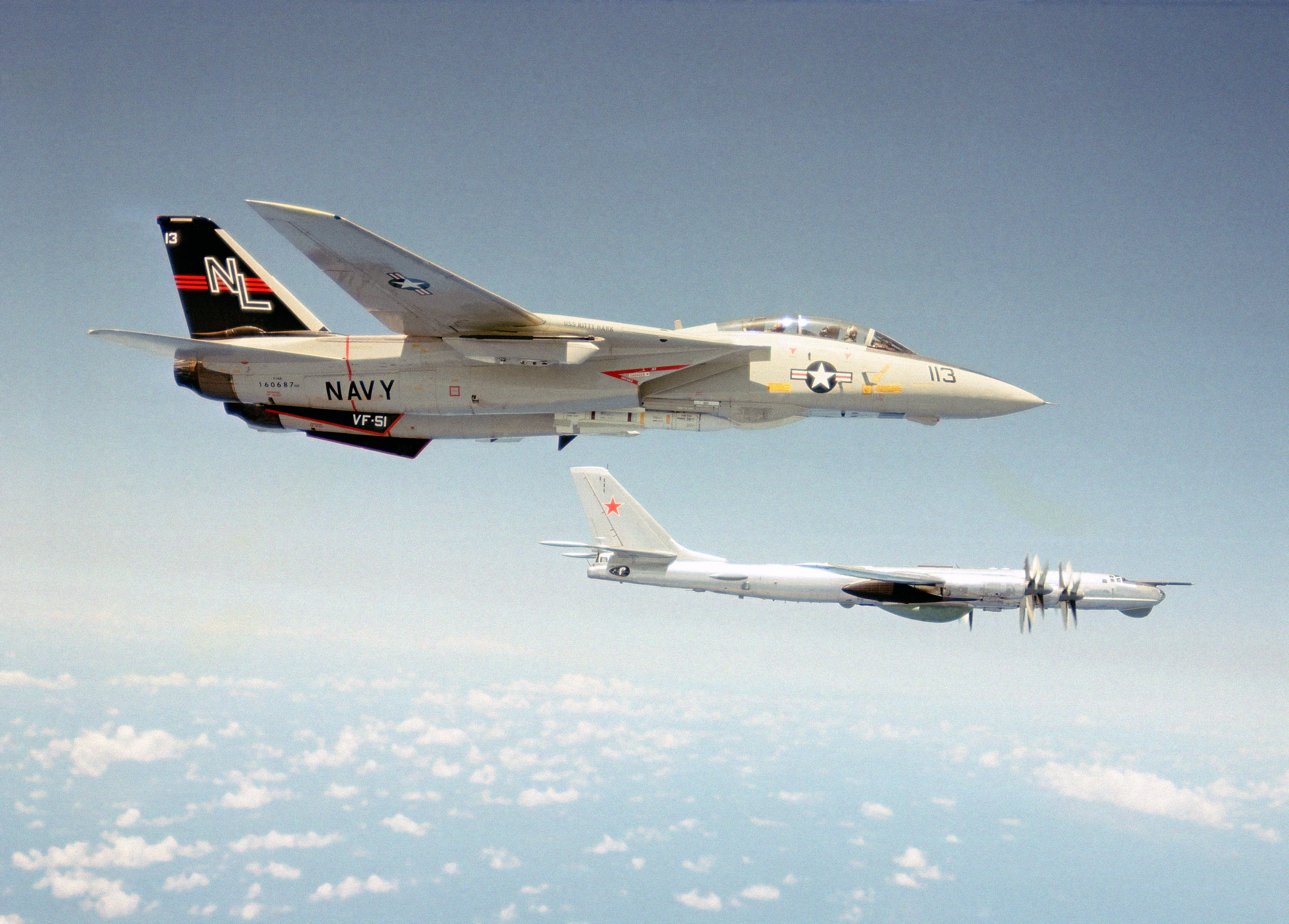
Un F-14A del VF-51 intercetta un Tu-95 Bear

## Nella cultura di massa
Nel 1985, VF-51 è stato uno dei numerosi squadroni presenti al NAS Miramar a partecipare alle riprese di Top Gun. Alcuni velivoli del VF-51 e del VF-111 sono stati ridipinti con simboli di squadriglia fittizi per il film.
Foto pubblicitarie per Top Gun: Maverick mostrano un personaggio con una borsa per casco "VFA-51". Questo è fittizio perché il VF-51 è stato disattivato oppure trasferito all'F-18.